# Малийз Джау
Елизабет Мелис Джау (на английски: Elizabeth Melise Jow), известна като Малийз Джау, е американска актриса и певица.

## Биография
Родена е на 18 февруари 1991 г. в Тълса, Оклахома.
Известна е с ролята си на Джина Фабиано, момиче, заинтересувано от модата, което си прави само дрехите в сериала на телевизия Nickelodeon – „Неидеална“. Също така играе и Ана, тийнейджър-вампир в тийн драмата на американската телевизия The CW, „Дневниците на вампира“. Тя участва и в „Ловци на чудовища“ в ролята на Кейдънс. И също така и в „Шеметен бяг“ като Луси Стоун – момиче, което преследва мечтата си да стане рок звезда.